# 대뇌부챗살
신경해부학에서 대뇌부챗살 (corana radiata) 또는 방사관 또는 부챗살관은 아래쪽으로 속섬유막(internal capsule)으로, 위쪽으로 난형중심(centrum semiovale)으로 계속되는 백질 시트(white matter sheet)이다.

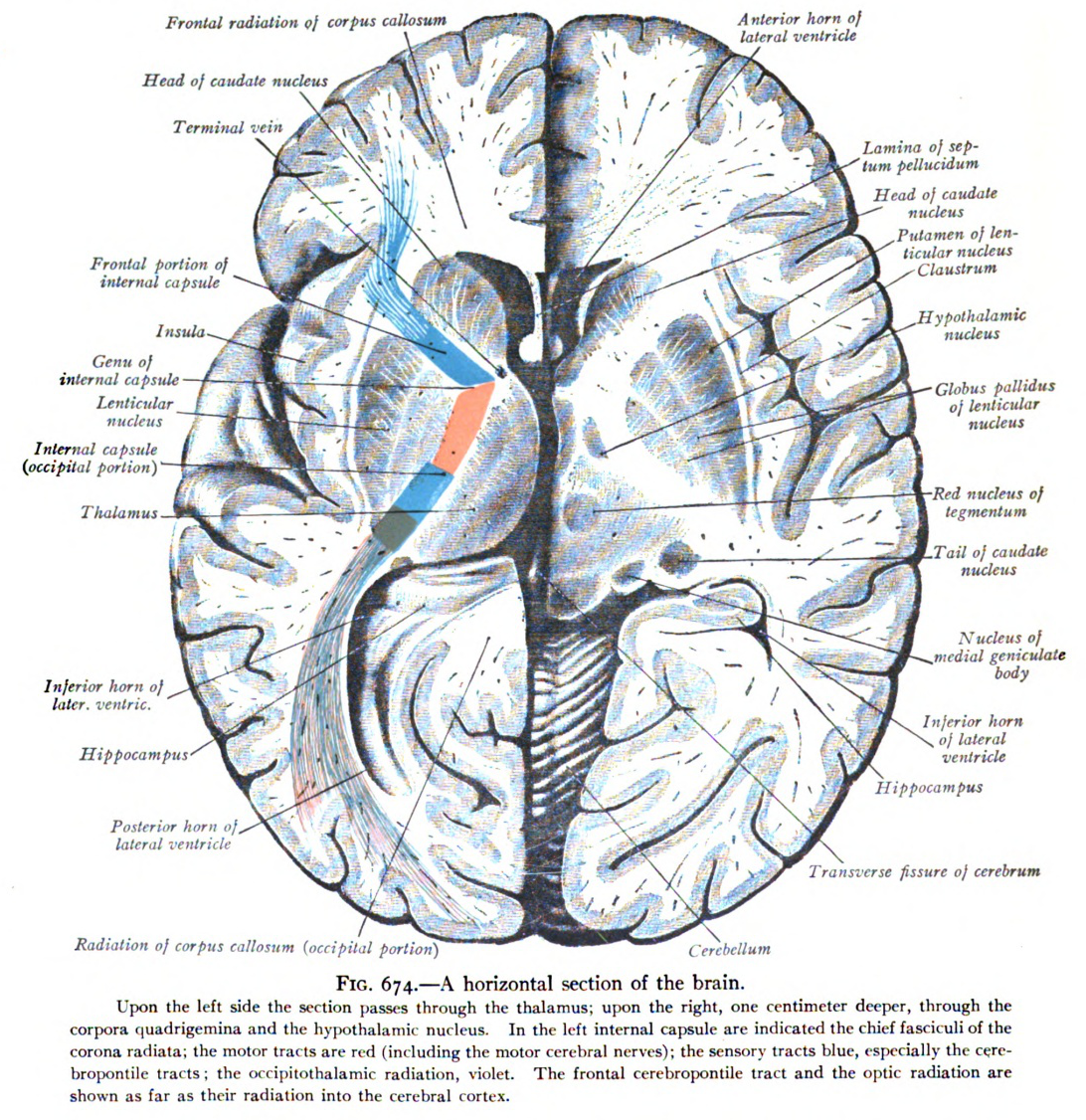
part of corona radiata pathway on brain

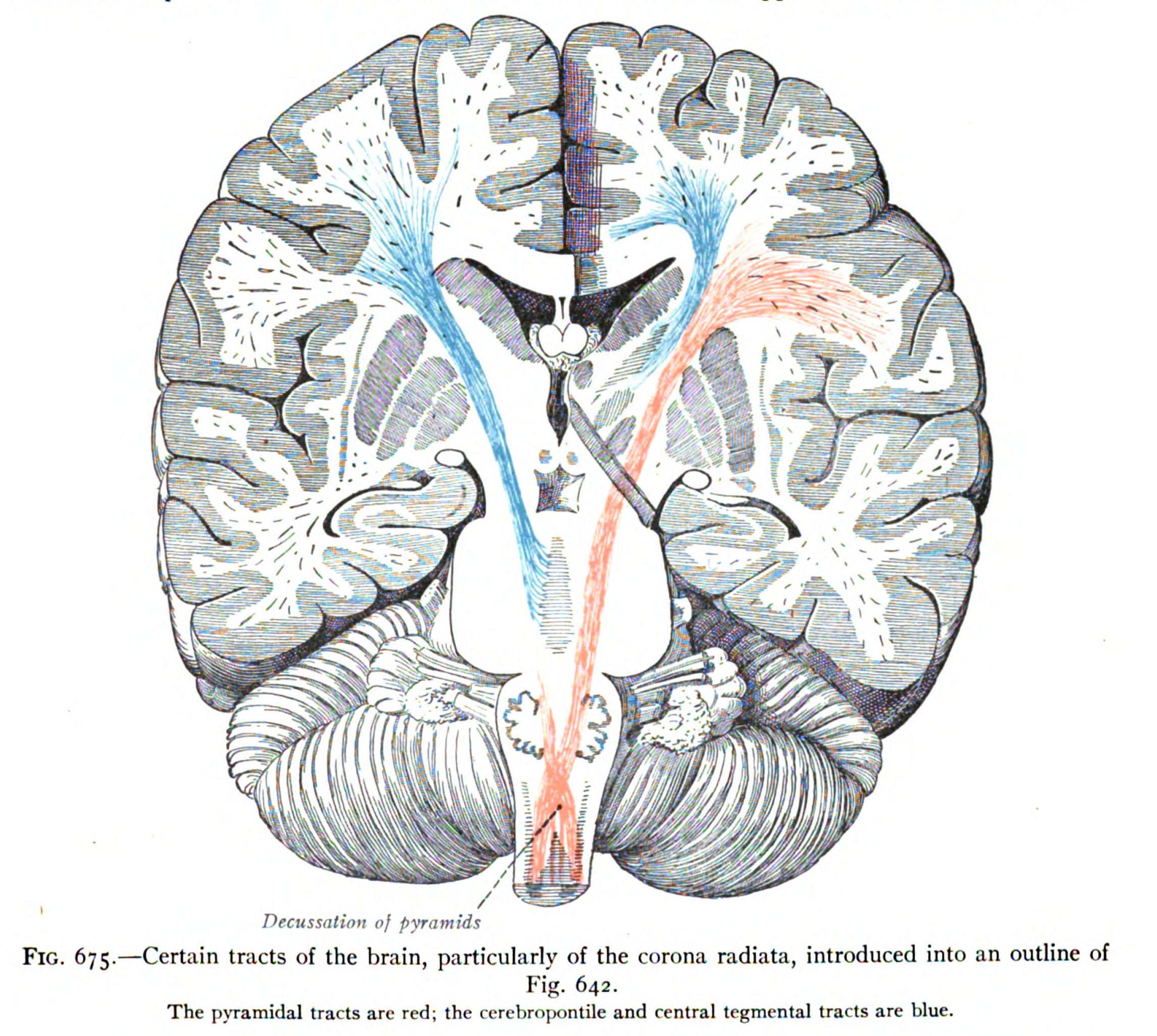

## 추가 이미지

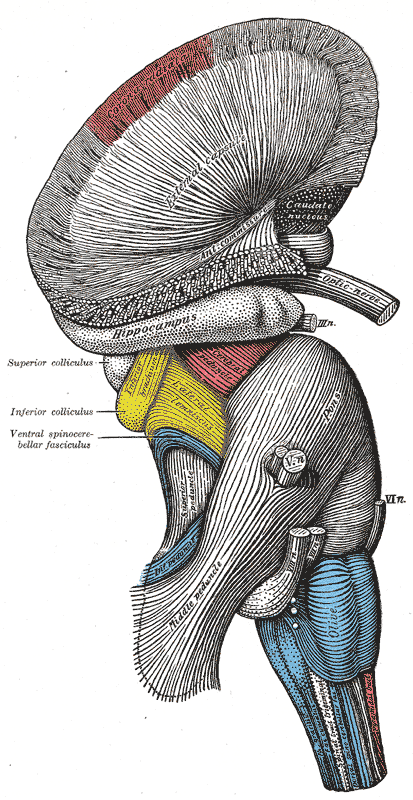
Superficial dissection of brain-stem. Lateral view.

## 같이 보기
- 속섬유막 (internal capsule)
- 방사관 (corana radiata)
- 신경해부학
- 주시 반사